# Јон Рабе
Јон Хајнрих Детлеф Рабе (23. новембар 1882 — 5. јануар 1950) био је немачки бизнисмен и члан Нацистичке партије, најпознатији по својим напорима да заустави ратне злочине током јапанског масакра у Нанкингу и свом раду на заштити и помоћи кинеским цивилима током масакра који је уследио. Безбедносна зона Нанкинга, коју је помогао да се успостави, заштитила је око 250.000 Кинеза од убијања. Званично је представљао Немачку и био је виши шеф европско-америчког естаблишмента који је остао у Нанкингу, кинеској престоници у то време, када је град пао у руке јапанских трупа.

## Рани живот и каријера
Рабе је рођен у Хамбургу 23. новембра 1882. Наставио је каријеру у бизнису и неколико година радио у Африци.
Године 1908. отишао је у Кину, а између 1910. и 1938. радио је за Сименс АГ Корпорацију Кине у Шенјангу, Пекингу, Тјенђину, Шангају и касније Нанкингу. Рабе је патио од дијабетеса у време када је радио у Нанкингу, због чега је морао да узима редовне дозе инсулина. У време јапанског напада на Нанкинг, Рабе је био непоколебљиви нациста и локални шеф партије, служећи као заменик вође групе у Нацистичкој партији.

## Успостављање Безбедносне зоне Нанкинга
Многи западњаци су живели у Нанкингу, главном граду Кине, до децембра 1937, при чему су неки обављали трговину, а други били на мисионарским путовањима. Како се јапанска царска војска приближила Нанкингу и започела бомбардовање града, сви осим 22 странца су побегли, а 15 америчких и европских мисионара и бизнисмена чинили су део преостале групе. Како је јапанска војска напредовала према Нанкингу 22. новембра 1937, Рабе је, заједно са другим страним држављанима, организовао Међународни комитет за Безбедносну зону Нанкинга и створио Безбедносну зону Нанкинга да би кинеским избеглицама обезбедио храну и склониште од предстојећег јапанског масакра. Своје разлоге је образложио следећим: „овде је питање морала... За сада не могу да се натерам да изневерим поверење које су ми ови људи дали, и дирљиво је видети како верују у мене”. Зоне су се налазиле у свим страним амбасадама и на Универзитету Нанкинг.
Комитет је био инспирисан успостављањем у новембру сличне неутралне зоне у Шангају, која је заштитила око 450.000 цивила. Рабе је изабран за вођу комитета, делом због свог статуса у Нацистичкој партији и немачко-јапанског билатералног антикоминтернског пакта. Комитет је успоставио Безбедносну зону Нанкинга у западном делу града. Јапанска влада се сложила да не напада делове града у којима се не налазе кинеске војне снаге, а чланови Међународног комитета за Безбедносну зону Нанкинга покушали су да убеде кинеску владу да помери све своје трупе из тог подручја. У томе су делимично успели. Дана 1. децембра 1937, пре него што је побегао из града, градоначелник Нанкинга Ма Чаочун наредио је свим кинеским грађанима који су остали у Нанкингу да се преселе у Безбедносну зону. Када је Нанкинг пао 13. децембра 1937, 500.000 небораца је остало у граду. Рабе је такође отворио своја имања како би помогао још 650 избеглица.

## Масакр у Нанкингу
Према Рабеу, масакр у Нанкингу је резултовао смрћу од 50.000 до 300.000 цивила. Рабе и његови администратори зоне су махнито покушавали да зауставе злочине. Савремене процене броја погинулих у масакру у Нанкингу варирају, али неке наводе да је број убијених цивила чак 300.000. Рабеови апели Јапанцима који користе његове акредитиве Нацистичке партије често су их само одлагали, али је одлагање омогућило стотинама хиљада избеглица да побегну. Документарац „Нанкинг” приписује Рабеу спасење живота 250.000 кинеских цивила; други извори сугеришу да је уштедео 250.000 до 300.000. У свом дневнику, Рабе је документовао јапанске злочине почињене током напада и окупације града.
У низу предавања које је одржао у Немачкој по повратку, Рабе би рекао да „ми Европљани стављамо број [цивилних жртава] на око 50.000 до 60.000“. Рабе није био једина особа која је забележила јапанска зверства. До децембра 1937. године, након пораза кинеских снага, јапански војници су често ишли од куће до куће у Нанкингу, пуцајући на све цивиле које су наишли. Додатни докази о овим насилним актима дошли су из дневника које су водили јапански војници и новинари згрожени оним што се догодило.
Рабе је сумирао понашање јапанских војника у Нанкингу на следећи начин:
Неколико пута сам писао у овом дневнику о телу кинеског војника који је упуцан док је био везан за свој бамбусов кревет и који још увек лежи непокопан у близини моје куће. Моји протести и молбе јапанској амбасади да се овај леш коначно сахрани, или да ми да дозволу да га сахраним, до сада су били безуспешни. Тело још увек лежи на истом месту као и раније, осим што су конопци пресечени и бамбусов кревет сада лежи на око два јарда даље. Потпуно сам збуњен понашањем Јапанаца по овом питању. С једне стране, они желе да буду признати и третирани као велика сила у рангу са европским силама, а са друге, тренутно показују грубост, бруталност и бестијалност која се не може поредити осим са хордама Џингис-кана. Престао сам да покушавам да сахраним јадног ђавола, али овим записујем да он, иако веома мртав, још увек лежи изнад земље!

## Повратак у Немачку
28. фебруара 1938. Рабе је напустио Нанкинг. Прво је отпутовао у Шангај, да би се вратио у Берлин 15. априла 1938. Са собом је понео велики број изворних материјала који документују јапанске злочине у Нанкингу. Рабе је приказивао филмове и фотографије јапанских злочина на предавањима у Берлину, а писао је и Хитлеру, тражећи од њега да искористи свој утицај да убеди Јапанце да престану са даљим насиљем. Рабе је притворен и испитиван у Гестапоу; његово писмо никада није достављено Хитлеру. Интервенцијом Сименс АГ, Рабе је пуштен на слободу. Дозвољено му је да задржи доказе о масакру (искључујући филмове), али не и да поново држи предавања или пише на ту тему. Рабе је наставио да ради за Сименс, који га је накратко послао на сигурно у Сименс АГ у Авганистану. Рабе је касније радио у седишту компаније у Берлину до краја рата.

## Послератни живот
После рата, Рабеа је прво ухапсио совјетски НКВД, а затим британска војска. Обоје су га после интензивног испитивања пустили. Повремено је радио за Сименс, зарађујући мало. Касније га је познаник осудио због чланства у Нацистичкој партији, због чега је изгубио радну дозволу коју му је дала Британска зона окупације. Рабе је тада морао да се подвргне дуготрајној денацификацији (његов први покушај је одбијен и морао је да се жали) у нади да ће поново добити дозволу за рад. Испразнио је своју уштеђевину да би платио своју правну одбрану.
Неспособан да ради и са потрошеном уштеђевином, Рабе и његова породица преживели су у једнособном стану продајом његове кинеске уметничке колекције, али то није било довољно да спречи њихову потхрањеност. Британци су га званично прогласили „денацификованим“ 3. јуна 1946, али је наставио да живи у сиромаштву. Његова породица се издржавала дивљим семеном, а деца су јела супу и суви хлеб све док им и тога није понестало. Године 1948. грађани Нанкинга су сазнали за страшне околности породице Рабе и брзо су прикупили суму новца у износу од 2.000 УСД (25.000 УСД у 2024). Градоначелник је отпутовао у Немачку преко Швајцарске, где је купио велику количину хране за породицу Рабе. Од средине 1948. до Кинеске револуције, становници Нанкинга су такође слали породици пакет са храном сваког месеца, за шта је Рабе писао многа писма изражавајући дубоку захвалност.

## Смрт и наслеђе
5. јануара 1950. Рабе је умро од можданог удара. 1997. године, његов надгробни споменик је премештен из Берлина у Нанкинг, где је добио почасно место на меморијалном месту масакра и стоји и данас. Године 2005. Рабеова бивша резиденција у Нанкингу, Кућа Јона Рабеа, враћена је у своје првобитно стање; у њему се налази Меморијална сала Јона Рабеа и Међународне безбедносне зоне, отворена 2006. године. Аустријска служба у иностранству је касније позвана да тамо пошаље Мировног слугу. Рабеов гроб на Меморијалном гробљу Кајзер Вилхелм у Берлину-Шарлотенбургу је поново подигнут године. 2013. Његова храброст донела му је код Кинеза надимке: „Живи Буда из Нанкинга“ и „Добри нациста“.

## Ратни дневници
Избор Рабеових ратних дневника објављен је на енглеском у Великој Британији и САД као Добри Немац из Нанкинга.

## Прикази у филму
Јин Рабе био је представљен у бројним филмовима:
- У филму Моу Тун Феја из 1995. Црно сунце: Масакр у Нанкингу. Приказани су и Мини Вотрин и Џорџ Ешмор Фитч.
- У филму Ву Зинјуа из 1995. Не плачи, Нанкинг, глумац Улрих Отенбургер је играо Рабеа, иако је његово име промењено у "Јон Робинс".
- У документарном филму Нанкинг Била Гутентага и Дана Стурмана из 2007. глумац Јирген Прохнов је играо Рабеа.
- У филму Лу Чуана из 2009. Град живота и смрти, глумац Џон Пејсли играо је Рабеа.
- У филму Флоријана Галенбергера Јон Рабе, такође објављеном 2009. године, Улрих Тукур је играо Јона Рабеа.[17]